# Druk tsendhen
Druk tsendhen ("Åskdrakens kungadöme") är Bhutans nationalsång sedan 1953. Den är komponerad av Aku Tongmi och skriven av Dasho Gyaldun Thinley. 

## Text pådzongkha(bhutanesiska)
འབྲུག་ཙན་དན་བཀོད་པའི་རྒྱལ་ཁབ་ནང་

དཔལ་ལུགས་གཉིས་བསྟན་སྲིད་སྐྱོང་བའི་མགོན་

འབྲུག་རྒྱལ་པོ་མངའ་བདག་རིན་པོ་ཆེ་

སྐུ་འགྱུར་མེད་བརྟན་ཅིང་ཆབ་སྲིད་འཕེལ་

ཆོས་སངས་རྒྱས་བསྟན་པ་དར་ཞིང་རྒྱས་

འབངས་བདེ་སྐྱིད་ཉི་མ་ཤར་བར་ཤོག་

## Text på dzongkha (bhutanesiska) skriven medlatinska bokstäver
Druk tsenden koipi gyelkhap na

Pel loog nig tensi chongwai gyon

Druk ngadhak gyelpo rinpoche

Ku jurmey tenching chhap tsid pel

Chho sangye tenpa darshing gyel

Bang deykyed nyima shar warr sho.

## Engelsk översättning
In the Thunder Dragon Kingdom adorned with sandalwood 
The protector who guards the teachings of the dual system
He, the precious and glorious ruler, causes dominion to spread 
While his unchanging person abides in consistency
As the doctrine of the Lord Buddha flourishes 
May the sun and peace of happiness shine on the people!